# Carl Erich Alken

Carl Erich Alken, um 1970

Carl Erich Alken (* 12. Oktober 1909 in Hönningen; † 21. Dezember 1986 in Homburg) war ein deutscher Urologe und Hochschullehrer im Saarland.

## Leben
Alken studierte an der Ernst-Moritz-Arndt-Universität Greifswald, der Medizinischen Akademie Düsseldorf, der Universität Graz und der Universität zu Köln Medizin. 1934 wurde er zum Dr. med. promoviert. Die urologische Fachausbildung durchlief er von Dezember 1935 bis Januar 1938 bei Alexander von Lichtenberg am Berliner St. Hedwig-Krankenhaus. Am Zweiten Weltkrieg nahm er als Sanitätsoffizier bei einer motorisierten Sanitätsabteilung teil. Im April 1940 wurde er in die Organisation Todt einberufen. Er kam 1946 ins Saarland. Im damaligen Landeskrankenhaus in Homburg richtete er eine kleine urologische Abteilung ein. Nach Erwerb der Venia legendi für Allgemeinchirurgie 1947 an der Sorbonne in Paris wurde Alken 1948 a.o. Professor für Urologie an der Universität des Saarlandes unter gleichzeitiger Berufung auf den Lehrstuhl für Urologie, den ersten dieses Faches im deutschsprachigen Raum. Ab 1952 Chefarzt der Urologischen Klinik, wurde er nach dem Anschluss des Saarlandes an die Bundesrepublik Deutschland 1958 ordentlicher Professor an der Universität des Saarlandes. 1959/60 war er Dekan der Medizinischen Fakultät. 1962 gründete er die Fachzeitschrift Der Urologe. Am 31. März 1975 wurde er emeritiert. Zu seinen Schülern gehören Fritz H. Schröder und Jürgen Sökeland. Die C. E. Alken-Stiftung vergibt einen Preis für hervorragende Publikationen. Alkens Stadieneinteilung der Prostatahyperplasie findet noch heute Verwendung.
Er begründete und gab mit Egon Wildbolz, Victor Dix und Henry Weihrauch bei Springer 1958 bis 1982 das Handbuch der Urologie in 20 Bänden heraus.
Alken gilt als ein Gründungsvater des auf die Urologie spezialisierten Unternehmens Farco-Pharma.

## Ehrungen
- Ehrensenator der Universität des Saarlandes[4]
- Wahl in die Deutsche Akademie der Naturforscher Leopoldina (1971)[5]
- Ehrenbürger der Stadt Homburg[6]
- Geheimer Sanitätsrat (1970)[7]
- Paracelsus-Medaille (1971)
- Großes Bundesverdienstkreuz (1973)
- Ehrendoktor der Technischen Universität München (1975)
- Ehrendoktor des Hyogo College of Medicine (1979)
- Großes Bundesverdienstkreuz mit Stern (1979)
- Goldene Medaille der Österreichischen Ärzteschaft
- Ernst-von-Bergmann-Plakette
- Asklepios-Verdienstmedaille der Medizinischen Fakultät der Universität des Saarlandes (Erster Preisträger)
- Verdienstorden des Großherzogtums Luxemburg, Großoffizier (1984)